# 275 Dywizja Piechoty
275 Dywizja Piechoty (niem. 275. Infanterie-Division) – niemiecka dywizja z czasów II wojny światowej, sformowana w rejonie Lorien na mocy rozkazu z 17 listopada 1943 roku, w 22. fali mobilizacyjnej przez IV Okręg Wojskowy.

## Struktura organizacyjna
- Struktura organizacyjna w listopadzie 1943 roku:

983., 984. i 985. pułk grenadierów, 275. pułk artylerii, 275. batalion pionierów, 275. batalion fizylierów, 275. kompania przeciwpancerna, 275. oddział łączności, 275. polowy batalion zapasowy;
- Struktura organizacyjna w grudniu 1944 roku:

983., 984. i 985. pułk grenadierów, 275. pułk artylerii, 275. batalion pionierów, 275. batalion fizylierów, 275. oddział przeciwpancerny, 275. oddział łączności, 275. polowy batalion zapasowy;
- Struktura organizacyjna w listopadzie 1944 roku:

983., 984. i 985. pułk grenadierów, 275. pułk artylerii, 275. batalion pionierów, 275. dywizyjny batalion fizylierów, 275. oddział przeciwpancerny, 275. oddział łączności, 275. polowy batalion zapasowy;

## Dowódcy dywizji
- Generalleutnant Hans Schmidt (jr) 10 XII 1943 – 22 XI 1944;
- Generalleutnant Hans Schmidt (jr) III 1945 – IV 1945;

## Szlak bojowy
Dywizja weszła do akcji w Normandii w czerwcu 1944 r., gdzie zastąpiła Dywizję Panzer Lehr. Podczas operacji "Cobra" została rozbita przez Amerykanów. Jej niedobitki walczyły jeszcze pod Falaise i Akwizgranem. Ostatecznie z frontu ewakuowano zaledwie 800 żołnierzy. Dywizję częściowo odbudowano poprzez włączenie pomniejszych jednostek i w listopadzie skierowano ponownie do walki pod Akwizgran. Podczas bitwy o las Hürtgen jednostka ponownie została całkowicie rozbita. Jej resztki wchłonęła 344 Dywizja Piechoty.
275 Dywizja jako samodzielna jednostka pojawiła się jeszcze raz w Czechosłowacji w marcu 1945 r. Ok. 29 kwietnia została zniszczona przez wojska sowieckie w kotle Halbe.